# Wolffenschild

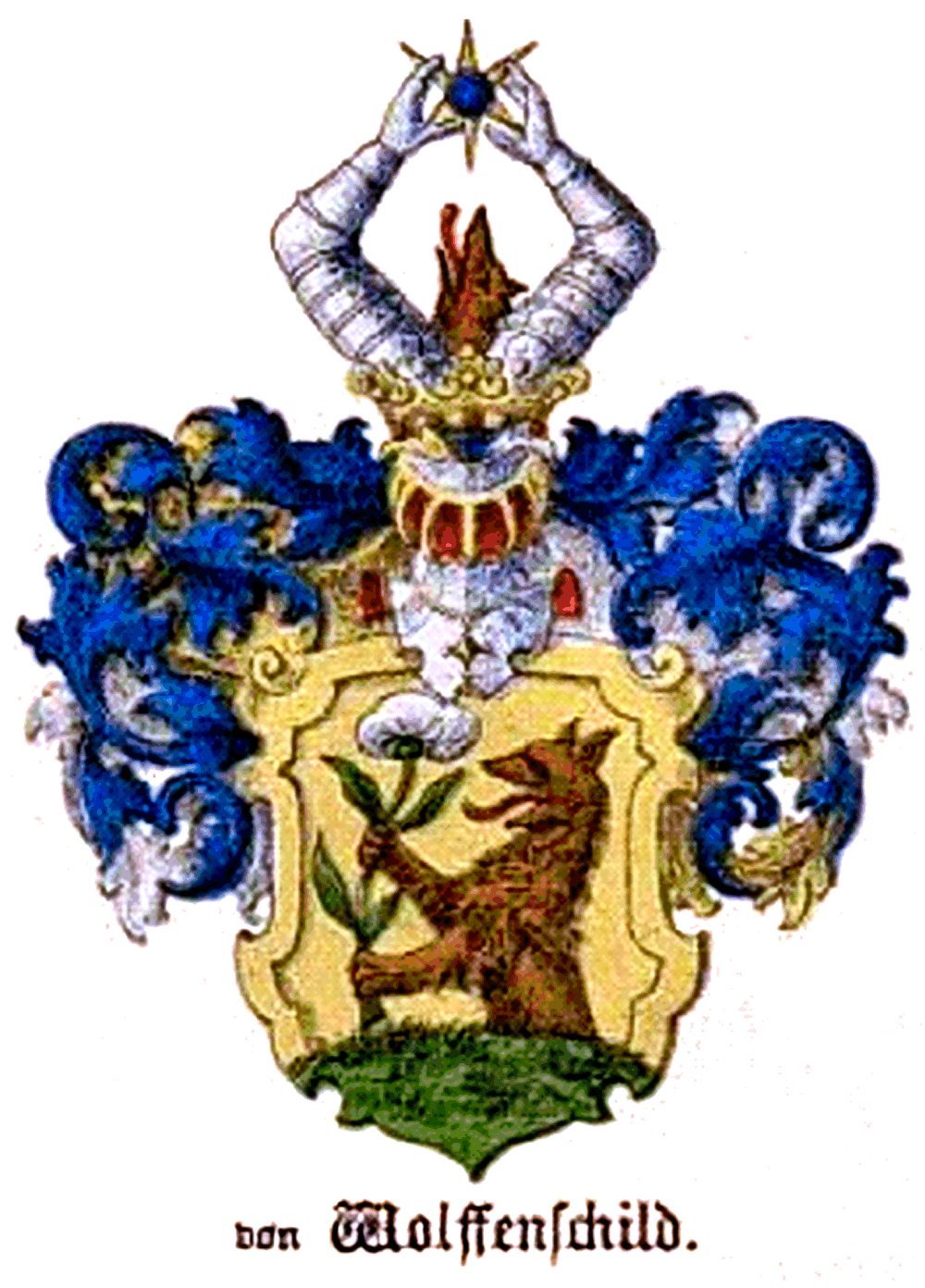
Wappen derer von Wolffenschild

Wolffenschild, auch Wolffenschildt oder Wulffenschildt, in Schweden: Wolffensköld, oder Wolffenskjöld, ist ein livländisch-schwedisches, erloschenes Adelsgeschlecht.

## Geschichte
Die Stammreihe des Geschlechts begann in Riga mit einer alteingesessenen Goldschmiede- und Münzmeister-Familie: Martin Wulff (* ca. 1520, † 1588) als heermeisterlicher, erzbischöflicher und schließlich städtischer Münzmeister. Es folgte sein Sohn und Münzmeister Henrich Wulff (* ca. 1555, † 1614). Dessen Sohn Martin Wulff (* ca. 1585, † 1633) wurde 1615 Inhaber der Münzprägeanstalt in Riga, er heiratete um 1617 Ursula Marquard, Schwester von Johann Marquard. 1617 erhielt er von König Gustav Adolf das Gut Atzelmoise und 1628 noch Jungfernhof geschenkt. 1623 wurde er zudem Rentmeister. Nach seinem Tod wurde als Nachfolger 1633 sein Bruder Heinrich Wulff (* ca. 1590, † 1659) von der Stadt Riga bestimmt und am 17. Oktober 1646 mit dem Namen Wolffensköld von Königin Christina in den schwedischen Adelstand nobilitiert. 1647 erfolgte die Introduzierung in die Ritterschaft bei der schwedischen Adelsklasse (Nr. 366). In Livland führte die Familie den Namen Wolffenschildt. Heinrichs Urenkel, Heinrich Erich von Wolffenschildt (* 1689; † 1771) immatrikulierte sich 1742 (Nr. 63) und 1745 bzw. 1747 (Nr. 76) in der livländischen Ritterschaft. Mit ihm ist das Geschlecht am 7. Oktober 1771 im Mannesstamm erloschen.

## Wappen
Das Stammwappen zeigt in Gold einen aus einem grünen Hügel im linken Untereck wachsenden, rotbezungten, grauen Wolf, der mit den Pranken eine rote Rose an einem zweiblättrigen grünen Stängel hält. Auf dem Helm mit blau-goldenen und blau-silbernen Decken zwischen zwei silbern geharnischten Armen eine blaue (gelegentlich auch goldene) Sonne haltend, ein aus der Krone wachsender, rotbezungter Wolfskopf.

## Stammlinie
Martin Wulff (* um 1520, † 1588), Goldschmied und Münzmeister in Riga
- Heinrich Wulf (* um 1555, † 1614), Goldschmied und Münzmeister in Riga
  - Martin Wulf (* 1593; † 1633), königlich schwedischer Münzmeister in Riga, Herr auf Atzelmoise und Jungfernhof, ⚭ Ursula Marquard
    - Heinrich Wulff (* um 1618, † 1653), unverheiratet
    - Margarethe Wulff (* um 1625, † 1656) ⚭ 1651 in Riga Hans von Dreyling (* 1618, † 1700) in Riga, Weinhändler, Ratsherr
    - Anna Wolff (* um 1620, † 1658), ⚭ Diedrich Rigeman (* 1611, † 1656), 1650 nobilitiert von Löwenstern, Kriegskommissar der schwedischen Armee in Westfalen.
    - Ursula Wulff, ⚭ Roetger Mey
    - Hedwig Wulff, ⚭ NN Boedeker
    - Catharina Wulff, ⚭I Hermann Retelsdorf, Kaufmann in Riga; ⚭II Joh. Chr. von Kirstein, Advokat in Riga; ⚭III Hinrich Meyer, Inspektor

  - Heinrich Wulff / von Wolffensköld (* um 1595, † 1659), 1646 nobilitiert, königlich schwedischer Faktor in Livland, Aufseher der Salburgischen Silberbergwerke in Västmanland, Herr auf Schloss Lennewarden,[1] Ringmoise (Ringmundshof) und Askemoise, ⚭ um 1620 Apollonia Rigeman (* 1597, † 1656) (Schwester von Diedrich Rigeman)
    - Joachim von Wolffensköld († 1659), Landgerichtsassessor
    - Heinrich von Wolffenschildt (* 1625; † 1694), königlich schwedischer Oberst, Herr auf Orellen, Lennewarden und Ringemoise, ⚭I 1651 Catharina Tungel (* 1630; † 1652); ⚭II Christina Reuter af Skälboö, (* 1637; † 1688); ⚭III 1690 Sophia Elisabeth von Bock a.d.H. Suddenbach
      - Magnus Lydert von Wolffenschildt (* 1659)
      - Carl Gustaf von Wolffenschildt (* 1660; † 1661)
      - Peter Johann von Wolffenschildt († nach 1687), königlich schwedischer Kapitänleutnant, ⚭ Anna Catharina Cronstierna
        - Margareta Christina von Wolffenschildt (* 1688)

      - Benedict von Wolffenschildt (* 1664; † 1697), königlich schwedischer Kapitän, Herr auf Lennewarden, Askemoise und Ringemoise, ⚭ 1689 Freiin Maria Helena Rehbinder (* 1666; † 1723)
        - Heinrich Erich von Wolffenschildt (* 1689; † 1771), Ordnungsrichter, Landrichter und Landrat in Livland, Herr auf Lennewarden, Askemoise, Ringemoise, Ledemannsdorf,[1] Elkendorf[2] und Fistehlen, ⚭I 1712 Hedwig Margareta von Bildstein (* 1679; † 1750); ⚭II 1753 Elisabeth Charlotta von Haffstein
          - Sophia Helena von Wolffenschildt (* 1712), ⚭ 1728 Alexander von der Brincken, königlich polnischer Kapitän, Herr auf Iggen in Kurland
          - Charlotta Dorothea von Wolffenschildt (* 1714; † 1741), ⚭ 1734 Freiherr Otto Reinhold Igelström († 1751), königlich schwedischer Oberstleutnant, Herr auf Ringemoise
          - Hedwig Margareta von Wolffenschildt (* 1716; † 1785), ⚭ 1742 Johann Casper von Anrep (* 1714; † 1783), königlich schwedischer Rittmeister, Herr auf Abenkat, Althof, Assikas und Lennewarden
          - Heinrich von Wolffenschildt (* 1717; † 1722)
          - Georg Wilhelm von Wolffenschildt (* 1717; † 1722)

        - Christina Elisabeth von Wolffenschildt
        - Margareta Elisabeth von Wolffenschildt († 1728), ⚭ Johann Heinrich Staël von Holstein (* 1685; † 1754), königlich schwedischer Kapitän
        - Benedict Johann von Wolffenschildt (* 1693; † 1728), königlich schwedischer Oberstleutnant, Kommandant von Landskrona, Herr auf Pröbstingshof,[1] ⚭I 1721 Sophia Ulrika von Feilitzen († 1726); ⚭II 1728 Alexandrine von Buttler
          - Heinrich Johann von Wolffenschildt (* 1723; † 1727)
          - Ulrika Emerentia von Wolffenschildt (* 1725; † 1731)
          - Benedict von Wolffenschildt (* 1726)

    - Catharina von Wolffensköld, ⚭I 1652 Johann von Oerten († 1656) königlich schwedischer Kapitän; ⚭II Lorenz von Campenhausen († 1672), königlich schwedischer Oberstleutnant
    - Anna von Wolffensköld († 1675), ⚭I Peter Heltscher († 1651), nobilitiert Rosenbom, königlich schwedischer Admiralitätsfaktor; ⚭II Valentin von Meijer (* 1601; † 1674), königlich schwedischer Generalmajor